# Deadstar Assembly
Deadstar Assembly é uma banda de metal industrial norte-americana formada em 2001.

## Membros atuais
- Dearborn - vocais (2001–presente)
- The Dro - baixo, backing vocals (2001–presente)
- DreGGs - guitarra, backing vocals (2002–presente)
- Kriz D. K. - bateria (2008–presente)
- Mubo - teclados, backing vocals (2001–2006, 2009–presente)

### Outros membros
- Jay - guitarra, backing vocals (2001–2002)
- sKuz - teclados, backing vocals (2006–2008)
- Cygnus - bateria (2001–2008, 2017)

## Discografia
- Deadstar Assembly (2002)
- Unsaved (2006)
- Coat Of Arms (2010)
- Blame It on the Devil (2015)